# Кастро, Ноли де
Ноли де Кастро (исп. Noli de Castro) — государственный и политический деятель Филиппин. Вице-президент Филиппин (2004—2010).

## Биография
Родился 6 июля 1949 года в Поле, Восточный Миндоро. Ноли де Кастро — журналист по профессии, долгое время работал ведущим теленовостей и радиокомментатором. В 2001 году был избран в Сенат Филиппин, а в 2004 году стал вице-президентом страны. Он является первым независимым кандидатом, получившим наибольшее количество голосов в филиппинских сенаторских выборах. Также является первым беспартийным вице-президентом в истории страны. После ухода из политики в июне 2010 года, он вернулся работать на телевидение.